# Metal God Essentials, Vol. 1
Metal God Essentials Vol. 1 Metal God Essentials Vol. 1 to kompilacja wydana przez zespół Halford w roku 2007. Została wydana w formie standardowej płyty CD (z bonusowym DVD), ale również w limitowanej edycji (5000 egzemplarzy), DigiPaku, z bonusowym CD i autografem Roba Halforda. Bonusowe DVD zawiera teledyski i wideo zza kulis, a bonusowe CD remiksy.

## Lista utworów

### Płyta 1
1. "Resurrection" Rob Halford, Patrick Lachman, Roy Z, John Baxter - 3:58
2. "Made in Hell" Halford, Roy Z, Baxter - 4:12
3. "Screaming in the Dark" Halford, Lachman – 3:41
4. "Golgotha" Halford, Lachman, Mike Chlasciak, Baxter - 4:20
5. "Silent Screams" (Demo z 1999) Halford, Bob Marlette - 7:06
6. "Crystal" Halford, Roy Z, Baxter - 4:37
7. "Into the Pit" Halford– 4:15
8. "Nailed to the Gun" Halford – 3:35
9. "Slow Down" Halford, Roy Z, Marlette - 4:52
10. "Locked and Loaded" Halford, Lachman, Roy Z - 3:19
11. "Forgotten Generation" Halford, Roy Z, Baxter - 3:17
12. "Drop Out" Halford, Roy Z, Baxter - 4:34
13. "War of Words" Halford - 4:56
14. "Sun" Halford, Roy Z, Baxter - 3:48
15. "Trail of Tears" Halford, Lachman, Roy Z, Chlasciak, Ray Riendeau, Bobby Jarzombek, Baxter - 5:56

### Bonusowe CD
1. "Hypocrisy" (U.S. Mix) - 4:34
2. "Vendetta" (Australia and So. America Mix) - 4:08
3. "Redemption" (European Mix) - 4:50
4. "Resistance" (Canadian Mix) - 4:53

### Bonusowe utwóry w wersji Japońskiej
1. "Vendetta" (Australia and So. America Mix) - 4:08
2. "Redemption" (European Mix) - 4:50
3. "Resistance" (Canadian Mix) - 4:53
4. "Defiance" (Japan Mix)

### Bonusowe DVD
1. Resurrection - Zza kulis
2. Live Insurrection - Zza kulis
3. "Made in Hell" Halford, Z, Baxter – 4:13
4. "Betrayal" Halford, Lachman, Ray Riendeau - 3:04
5. "In The Morning" Halford - 2:26
6. "Silent Screams" Halford, Marlette – 7:32
7. "Never Satisfied"
8. "Forgotten Generation" - 1:50

## Twórcy
- Rob Halford – wokal
- Patrick Lachman – gitara
- Mike Chlasciak – gitara
- Roy Z – gitara
- Ray Riendeau – gitara basowa
- Bobby Jarzombek – perkusja
- Mike Davis - gitara basowa w piosenkace 11 i 12